# 津屋崎古墳群

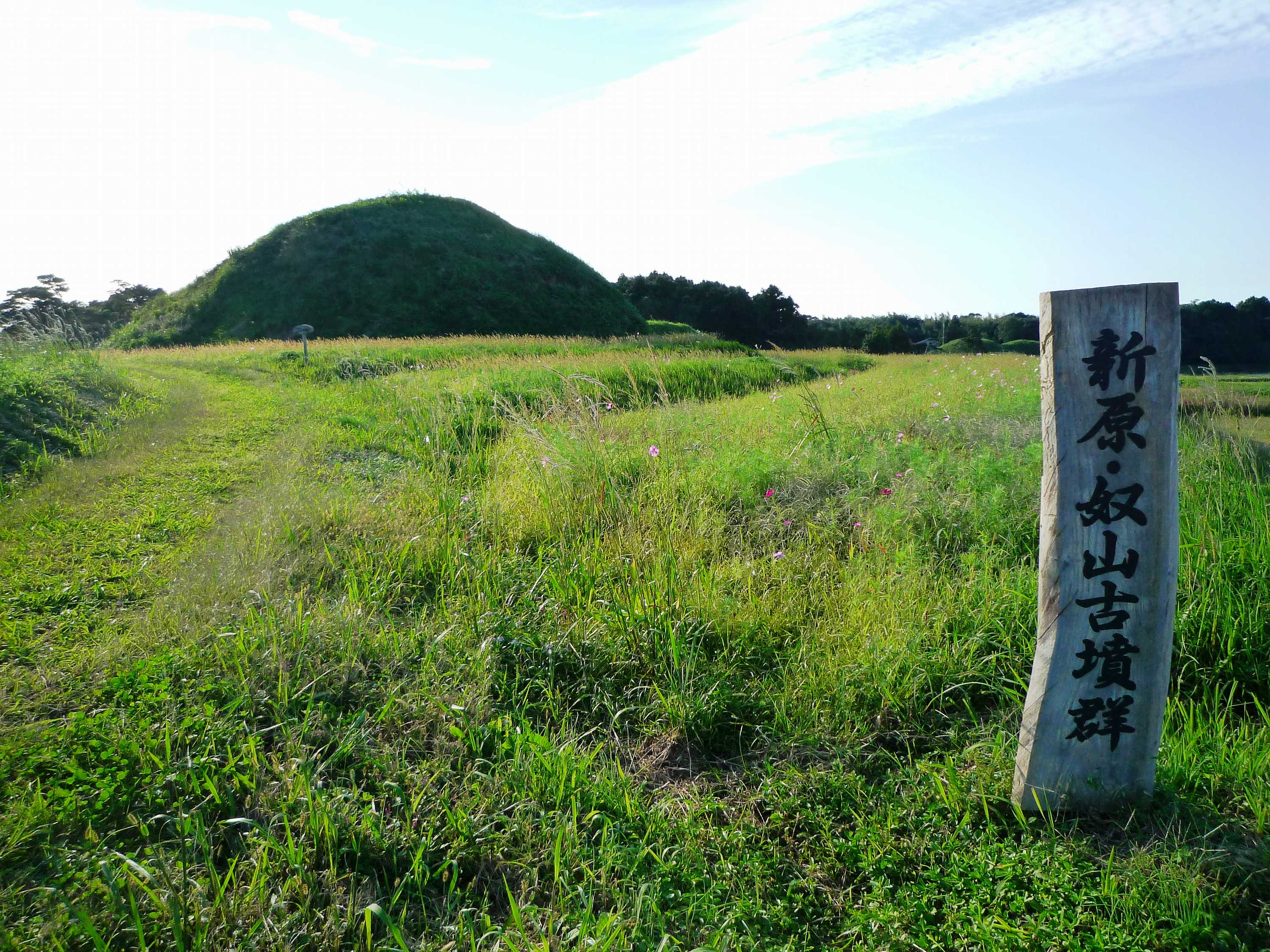
新原・奴山古墳群30号墳

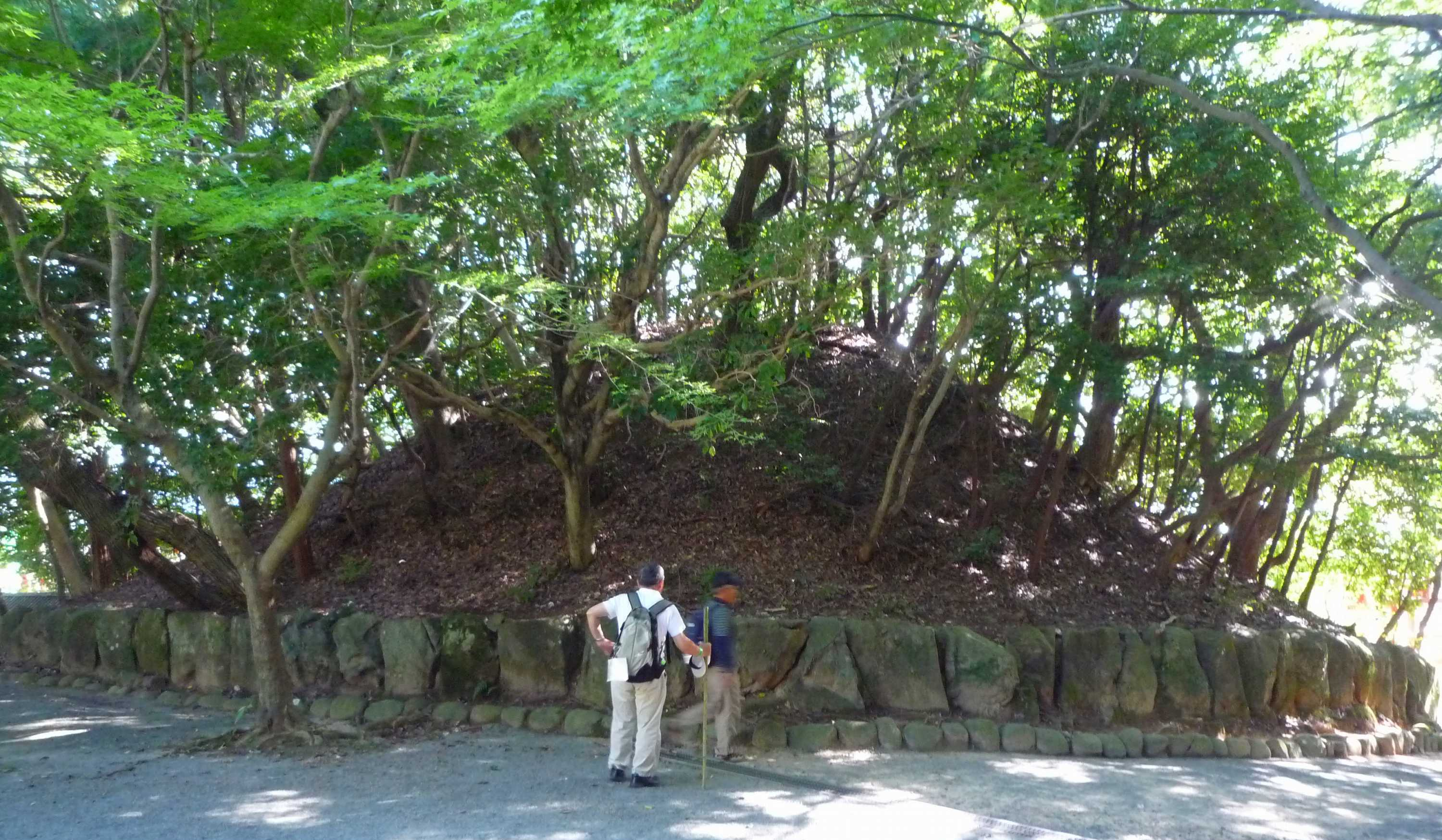
宮地嶽古墳

津屋崎古墳群（つやざきこふんぐん）は、福岡県福津市津屋崎にある古墳群。2005年3月2日に国の史跡に指定され、2011年2月7日と2012年9月19日に指定区域が追加されている。

## 古墳群の概要
玄界灘に臨む丘陵と台地上、おおむね南北8キロ、東西2キロの範囲に、5世紀から7世紀にかけて築造された多数の古墳がある。宗像三女神を祀っていた古代の豪族・胸形氏一族の墓に比定されている。古墳の規模・集中度ともに北部九州最大級のものである。すでに消滅した古墳もあり、宗像市の報告書によれば、現存する古墳は60基（前方後円墳16、円墳43、方墳1）、うち54基が史跡に指定され、円墳6基が未指定である。古墳（群）の名称は、北から南へ位置順に列挙すると以下のとおりである。
- 勝浦高原（かつうらたかはら）古墳群
- 勝浦井ノ浦古墳
- 勝浦峯ノ畑古墳
- 新原・奴山（しんばる・ぬやま）古墳群
- 生家大塚（ゆくえおおつか）古墳
- 大石岡ノ谷古墳群
- 須多田（すだた）古墳群
- 在自剣塚（あらじけんづか）古墳
- 宮地嶽古墳
- 宮司井手ノ上（みやじいでのかみ）古墳
- 手光（てびか）湯ノ浦古墳群
- 手光波切不動古墳

以上の古墳の大部分が国の史跡に指定されているが、宮司井手ノ上古墳、手光湯ノ浦古墳群、手光波切不動古墳は未指定である。

## 各論

### 勝浦高原古墳群
宗像市の報告書には「前方後円墳1基と円墳12基からなる」とあるが、うち史跡に指定されているのは前方後円墳の11号墳と円墳の13号墳のみである。11号墳は全長49メートル、埋葬施設は未調査。出土した須恵器から6世紀後半の築造とみられる。13号墳は推定径31メートル、埋葬施設は未調査。

### 勝浦井ノ浦古墳
前方後円墳で全長は70メートル。三段築成で埴輪・葺石がある。前方部に竪穴系横口式石室がある。後円部の埋葬施設は未調査。出土品は三環鈴、鉄地金銅張杏葉（てつじこんどうばりぎょうよう）、木心鉄板被壺鐙（もくしんてっぱんきせつぼあぶみ）、金銅張磯金具、轡（くつわ）、鞍金具などの馬具類のほか、鉄鏃、挂甲小札（けいこうこざね）などの武器武具、鉄斧、六葉形金具などがある。5世紀中頃の築造とみられる。

### 勝浦峯ノ畑古墳
前方後円墳で全長は97メートル（資料によって100メートルとも）。埴輪・葺石がある。後円部に横穴式石室がある。石室内部を三等分するように2本の石柱が立つ形式は日本唯一である。出土品は画文帯神獣鏡、内行花文鏡、珠文鏡、鹿角装具付大刀40、鹿角装具付鉄剣4などの鉄製武器類、ガラス玉1万以上を含む玉類などがある。出土品には以上のほかに金属製品の残片がある。これら残片を調査検討した結果、百済からの舶載品である金銅龍文透彫冠帽の存在したことが確実視され、他に金銅製の帯金具、耳飾などがあったとみられる。古墳は5世紀中頃の築造とみられる。

### 新原・奴山古墳群
東西800メートルほどの台地上に古墳が集中する。本来59基（前方後円墳5、円墳53、方墳1）あったが、現存するのは41基（前方後円墳5、円墳35、方墳1）である。2 - 6号墳、44・45号墳、49 - 59号墳の計18基（いずれも円墳）は消滅した。残る41基のうち1・12・22・24・30号墳が前方後円墳、7号墳が方墳、その他は円墳である。以下、前方後円墳5基と方墳1基について略説する。
1号墳は全長50メートル。埋葬施設は横穴式石室。武器武具、工具などが出土している。5世紀中頃の築造。
12号墳は全長43メートル。埋葬施設は未調査。墳丘周囲に幅5メートルほどの平坦部（基壇）を有する。6世紀前半の築造。
22号墳は推定全長75 - 80メートルで新原・奴山古墳群では最大。現状、前方部が失われているが、くびれ部が検出されており、前方後円墳であることがわかる。周溝、周堤、埴輪、葺石を有する。埋葬施設は未調査。
24号墳は全長53.5メートル。周溝、周堤、葺石がある。埋葬施設は未調査。6世紀前半の築造。
30号墳は全長54メートル。埋葬施設は未調査。6世紀中頃の築造。
7号墳は宗像では珍しい方墳で、津屋崎古墳群唯一の方墳である。古墳群の西端に位置し、一辺が20から24メートル。上面に玉砂利を敷き、鉄斧と琥珀原石が表面採取された。この古墳は祭壇的な役割をもったものと推定される。5世紀前半の築造。
新原・奴山古墳群においては、現存41基のうちで最大の22号墳（前方後円墳）が中心に位置し、その近くに他の4基の前方後円墳と2基の大型円墳（20号墳、25号墳）が所在、これらの周囲や台地の東側に小型の円墳が点在する。34号から43号までの10基の小型円墳は細い尾根上に一列に並んでいる。小型円墳は6世紀中頃から後半の築造とみられる。

### 生家大塚古墳
前方後円墳で全長は推定73メートル。周溝、周堤を有する。前方部は宅地によって大幅に削平されている。5世紀後半の築造とみられる。

### 大石岡ノ谷古墳群
2基の前方後円墳からなる。1号墳は推定全長55メートル。後円部は果樹園によって削平されている。横穴式石室があるが、出土遺物は持ち出されており詳細不明である。2号墳は推定全長43メートル。2基とも6世紀後半の築造とみられる。

### 須多田古墳群
前方後円墳4基と円墳1基からなる。須多田上ノ口古墳は前方後円墳で全長は43メートル。周溝、周堤、葺石がある。6世紀前半の築造とみられる。須多田下ノ口古墳は前方後円墳で全長は82.8メートル。二重周溝がある。6世紀後半の築造とみられる。須多田天降天神社古墳は前方後円墳で全長は80メートル。周溝、周堤、葺石がある。6世紀中頃の築造とみられる。須多田ミソ塚古墳は前方後円墳で全長は67メートル。6世紀後半の築造とみられる。須多田ニタ塚古墳は円墳で径は33.5メートル。二重周溝と葺石がある。5世紀中頃の築造とみられる。

### 在自剣塚古墳
宗像最大の前方後円墳で全長は101.7メートル。二段築成で葺石がある。6世紀末の築造とみられる。

### 宮地嶽古墳
円墳で本来の径は35メートルと推定され、現状は南北27メートル、東西34メートルとなっている。横穴式石室は長さ23メートルで、石室の奥に横口式石槨を設ける。金銅製の馬具類、金銅装の大刀、ガラス玉、ガラス板などの出土品は一括して国宝に指定されている。
出土品の国宝指定名称は以下のとおり。
- 金銅鞍金具残欠 1背 前後両橋（りょうぼね）覆輪、海磯金具鞖（しおで）等
- 金銅壺鐙（つぼあぶみ） 1双
- 金銅鏡板付轡（くつわ） 1箇分
- 金銅杏葉残欠 2枚分
- 銅鎖 1連
- 金銅装頭椎大刀（かぶつちのたち）残欠（大形） 1口分 柄頭、鐔、刀身断片、鞘金具等
- 金銅装頭椎大刀残欠 1口分 柄頭、鎺、刀身断片等
- 金銅透彫冠残欠 一括
- 金環 1箇
- 緑瑠璃丸玉 1連
- 緑瑠璃丸玉 一括
- 蓋付銅鋺 1口
- 銅盤残欠 1枚分
- 土師器盌1口
- 長方形緑瑠璃板残欠 3枚分
- 緑瑠璃板断片 一括
- 附:各種金具等残片 一括

### 宮司井手ノ上古墳
円墳で径は26メートル。二段築成で周溝と葺石がある。竪穴式石室、箱式石棺、石蓋土壙墓の3つの主体部がある。竪穴式石室からは金銅鈴など、箱式石棺からは短甲、武器、農工具などが出土している。5世紀前半の築造とみられる。

### 手光湯ノ浦古墳群
円墳3基からなる。1号墳は南北周溝間の内径が15メートル。木棺と石棺がある。5世紀前半の築造とみられる。2号墳は径8メートル。竪穴系横口式石室がある。5世紀後半の築造とみられる。3号墳は径10メートル。横穴式石室がある。6世紀前半の築造とみられる。

### 手光波切不動古墳
円墳で径25メートル前後。横穴式石室がある。7世紀前半の築造とみられる。

## 古墳群の変遷と特色
本古墳群には古墳時代前期（3世紀半ばから4世紀）にさかのぼるものはない。5世紀中頃の勝浦峯ノ畑古墳が本古墳群の首長墓としては最古とみられる。これに新原・奴山古墳群の1号墳などが続く。6世紀には須多田古墳群の前方後円墳4基が造られる。6世紀末に本古墳群最大の在自剣塚古墳が造られるが、以後、日本全国的にも前方後円墳は造られなくなる。古墳終末期の7世紀には首長墓も円墳、方墳になるが、宮地嶽古墳（円墳）はこの頃の築造である。
本古墳群は、宗像三女神を祀っていた胸形氏一族の墓に比定されている。胸形氏は「神宿る島」として知られる絶海の孤島・沖ノ島の祭祀にたずさわり、航海を通じて朝鮮半島ともかかわりがあった。津屋崎古墳群の出土品には沖ノ島祭祀遺跡出土品との共通性がみられ、たとえば、勝浦峯ノ畑古墳出土の画文帯神獣鏡は、沖ノ島21号遺跡（岩上祭祀）の鏡と同型である。
勝浦峯ノ畑古墳の、石室内部を三等分するように2本の石柱が立つ形式は、日本には他に類例がないが、高句麗の墳墓にその源流がみられる。同古墳出土の金銅龍文透彫冠帽は百済の遺跡出土品に類例がみられ、百済からの舶載品とみられる。以上のように、本古墳群は、古代日本の対外交流史を考えるうえでも重要である。